# قره‌قوچ (خداآفرین)
۳۹°۰۰′۰۰″ شمالی ۴۶°۴۳′۴۳″ شرقی / ۳۹٫۰۰۰۰۰°شمالی ۴۶٫۷۲۸۶۱°شرقی

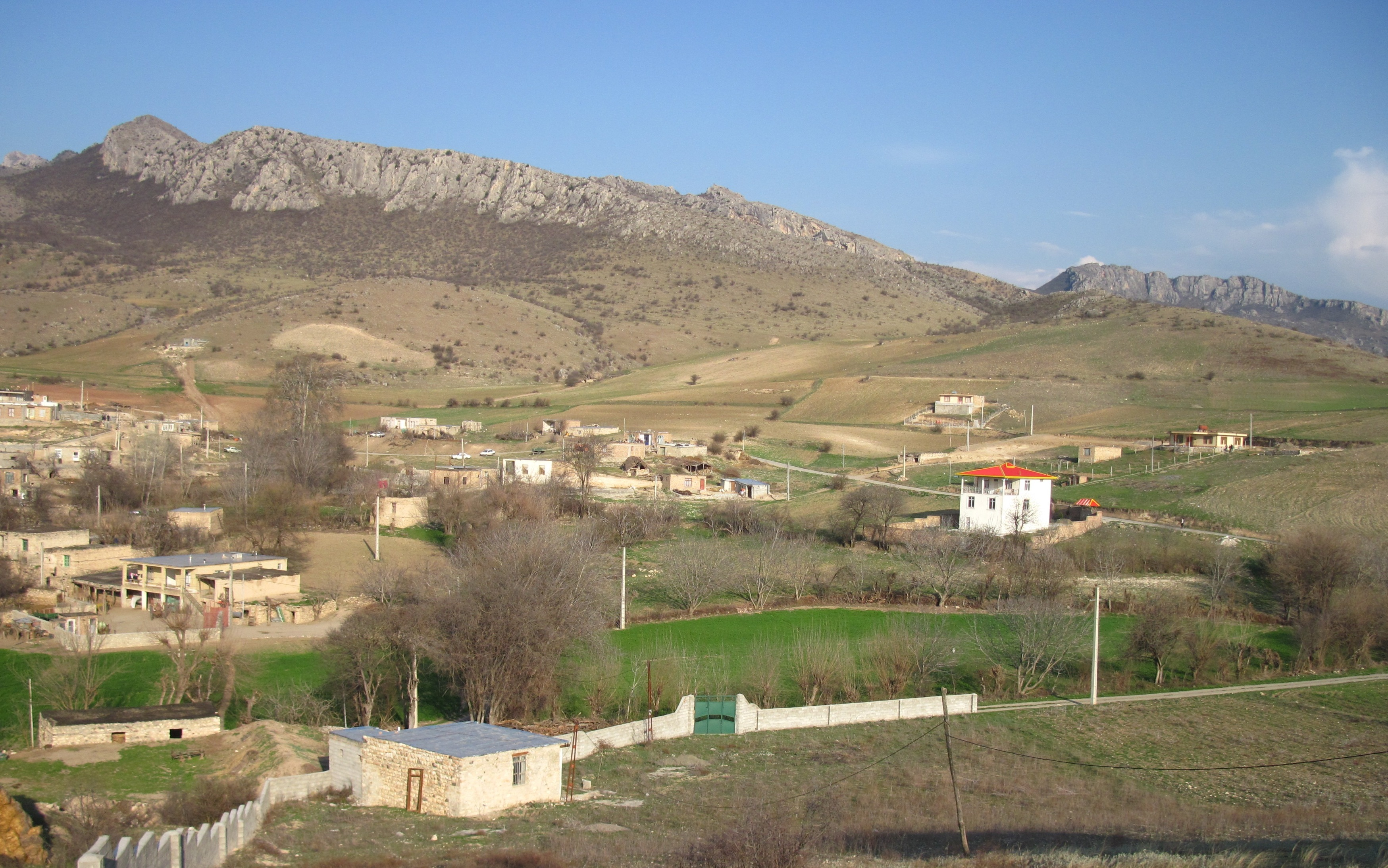
A view of the village (2011)

قره‌قوچ (Qareh Quch) یکی از روستاهای استان آذربایجان شرقی است که در دهستان منجوان شرقی بخش منجوان شهرستان خداآفرین واقع شده است. قره قوچ به زبان ترکی آذربایجانی به معنای قوچ سیاه است. این روستا از جوب به کوه عسگرهای مشرف می‌باشد. قره قوچ خاک حاصلخیزی دارد. افزون بر این، قره قوچ دارای چشمه‌های آب نیز هست که معروفترین آن‌ها چشمه‌های قره قوچ سویو و حتم بولاغی هستند.
جمعیت از۲۰ سکنه در سال ۱۳۲۸ به ۱۶ خانواده با ۶۶ سکنه در ۱۳۸۵ رسید. این رشد، در مقایسه با تنزل جمعیّت در روستاهای دیگر منطقه ارسباران در همین بازه زمانی (برای مثال مورد عباس‌آباد را ببینید) قابل تأمل است.
یک آمارگیری اخیر جمعیت را ۲۲ خانوار با ۶۹ سکنه (آمار قره قوچ علیا و سفلی جمع زده شده است) اعلام کرده است.